# Сахуре
Сахуре (Sahu Re, „Ра ми је близу“) био је други краљ (фараон) староегипатске 5. династије Старог краљевства. Владао је од 2490. до 2475. п. н. е. О његовој личности и владавини постоје само ретка сведочанства. Сахуре је најпознатији по својим грађевинама, пирамиди и до данас неоткривеном светилишту Сунца под именом „поље бога Ра“. Посмртни храм који стоји уз његову пирамиду важи за један од најочуванијих споменика старог Египта.

### Унутрашња политика
Важан извор информација о Сахуреовој владавини је камен из Палерма. Ту се посебна пажња посвећује Сахуреовој верској политици и помиње да је божанствима намењивао богате жртве, земљишне поседе, церемонијалне барке и статуе. Земљом су управљала најмање два везира: Шемкаре и Вербауба.

### Експедиције и трговина
Камен из Палерма помиње да је у последњој години владавине Сахуреа послата експедиција у земљу Пунт. Постоје и сведочанства о трговини са Блиским истоком. Тако је у Библосу пронађена посуда, а у анадолијском Дораку престо са фараоновим именом. Могуће је да је престо у Анадолију стигао посредно. О трговинским везама са овом регијом сведочи рељеф у посмртном храму Сахуреове пирамиде на коме су представљени бродови са посадом сиријских морнара. За две експедиције се зна по записима: једна је донела терет камена диорита из каменолома близу Абу Симбела, док је друга донела злато из рудника у Источној пустињи.

### Војни походи
Једини војни поход из времена Сахуреове владавине о коме се више зна је кампања против бедуина на полуострву Синај, wovon der König auf einem großen Relief berichten ließ. Могуће је да је водио и рат против Либијаца. Такав сукоб је приказан на рељефу у посмртном храму у Сахуреовој пирамиди. С обзиром на то да се једна готово идентична представа налази у пирамиди Пепија II, није јасно да ли се ради о представи историјског догађаја или је то типска симболична представа борбе фараона против непријатеља Египта.

## Статуе
У Сахуреовој пирамиди пронађени су само фрагменти статуа и сфинги. Они су израђени од алабастера, аргилошиста и кречњака. Једини потпуно сачуван приказ Сахуреа је његова биста непознатог порекла, која се данас налази у Музеју Метрополитен у Њујорку. Она је израђена од гнајса и има димензије 64 × 46 × 41,5 cm. Статуа стоји на широком постољу, а има и плочу отпозади. Са леве стране краља на трону стоји персонификација пете номе Горњег Египта. Фараон носи типичну египатску сукњу, а на глави немес и вештачку браду. Десно и лево од његових ногу угравирана су његово лично и хорусово име. Изгледа да је ова статуа првобитно била намењена за Кефрена, владара четврте династије, али је остала недовршена.

## Сахуре као легенда у старом Египту
Сахуре је био на високој цени у каснијој историји старог Египта. За поштовање његовог посмртног култа постојале су 22 задужбине (имања).
У доба Средњег краљевства, почетком 12. династије фараон Сесострис I је у Храму у Карнаку подигао статуу Сахуреу, вероватно као део ансамбла скулптура старих фараона. Сахуре се помиње и на папирусу са чудесним причама записаним у овом периоду.
Храм Сахуреове пирамиде је за време 26. династије претворен у храм богиње лавице Сахмет.